# Дача Арнольди
Дача Арнольди — особняк начала XX века в посёлке Семеиз в Крыму, спроектированный Отто Артуровичем Чорн и построенный техником A. A. Померанцевым для Арнольди Е. В. Современный адрес ул. Советская, 35 А.

## Дача Арнольди
В начале XX века (точная дата пока не известна) супруга полковника русской армии Елена Владимировна Арнольди приобрела у владельца Нового Симеиза И. С. Мальцова дачный участок № 25 в западной части Нового Симеиза площадью 445 квадратную сажени (примерно 20,2 сотки). Время окончания строительства здания ещё не установлено, известно что на 1911 год трёхэтажная дача на 13 комнат «с содержанием пансиона» уже действовала, часть комнат занимали хозяева. Большая часть внутренних помещений ориентирована на юг, из комнат был устроен выход на балкон или лоджию, оформленную колоннами. 30 ноября 1917 года Елена Владимировна Арнольди продаёт усадьбу Алексею, Василию и Дмитрию Болховитиным.

## После революции
16 декабря 1920 года приказом председателя Революционного комитета Крыма были изъяты «из частного владения как разных ведомств, так и частных лиц все имения Южного 

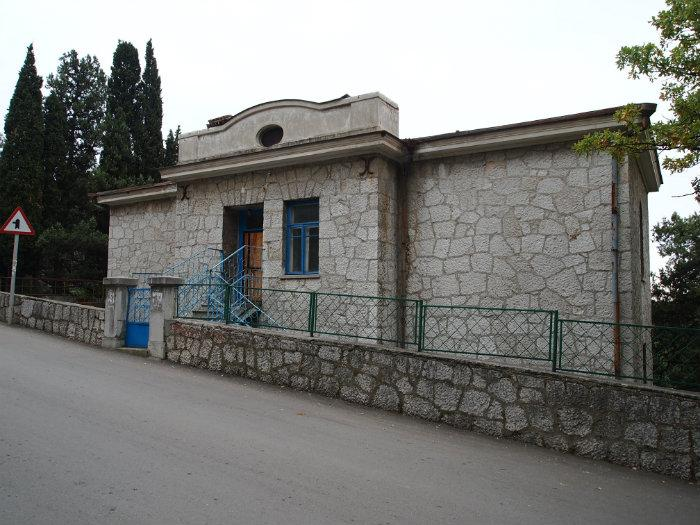
Современный вид

берега Крыма в районе от Судака до Севастополя включительно» и передавались в ведение специально созданного Управления Южсовхоза. В 1925 году бывшую дачу Арнольди включили, в состав санатория «Красный маяк», затем бывшая дача была одним из корпусов детского сада.
Решением Ялтинского городского исполнительного комитета № 64 от 24 января 1992 года «Дача Арнольди Е. В.» объявлена памятником архитектуры. В апреле 2021 года в министерство культуры Республики Крым поступило заявление, предлагающее включить в единый государственный реестр объектов культурного наследия «садово-парковую зону с группой исторических дач, входивших до недавнего времени в санаторий „Красный маяк“ как единый усадебно-парковый ансамбль», в том числе и дачу Арнольди. 2 мая 2021 года опубликован приказ министерства культуры Республики Крым «Об утверждении границ территории и режимов использования земель…» объекта культурного наследия регионального значения «Дача Е. В. Арнольди, начало XX века». В настоящее время здание в списках детских садов не числится.